# بوستا رومانيا
بوستا رومانيا هي المشغل الوطني في مجال الخدمات البريدية في رومانيا .وهي المورد الوحيد للخدمة الشاملة في أي نقطة على الأراضي الرومانية.
ينشط بوستا رومانيا في السوق الحرة للخدمات البريدية والصحافية ذات القيمة المضافة ، كمنافس ، ويؤدي أنشطة جانبية مطلوبة لأداء الأنشطة المربحة بشروط مربحة ،وهي التجارة الخارجية والتموين والبحث والتصميم التكنولوجي والمعلوماتي. والخدمات الطبية والتعليم والخدمات الاجتماعية والثقافية ،إلخ 

## روابط خارجية
- Poșta Română (بالرومانية والإنجليزية)
- Romfilatelia
- متحف الطوابع نسخة محفوظة 4 فبراير 2012 على موقع واي باك مشين.